# Малый Аян (приток Большого Нимныра)
Малый Аян — река в Якутии (Россия), левый приток Большого Нимныра, принадлежит к бассейну реки Лены. Протекает по территории Алданского улуса Якутии. Длина — 16 км, площадь водосборного бассейна составляет 99,2 км². Средний многолетний расход воды за период 1980-1987 гг. составляет 1,24 м³/с.

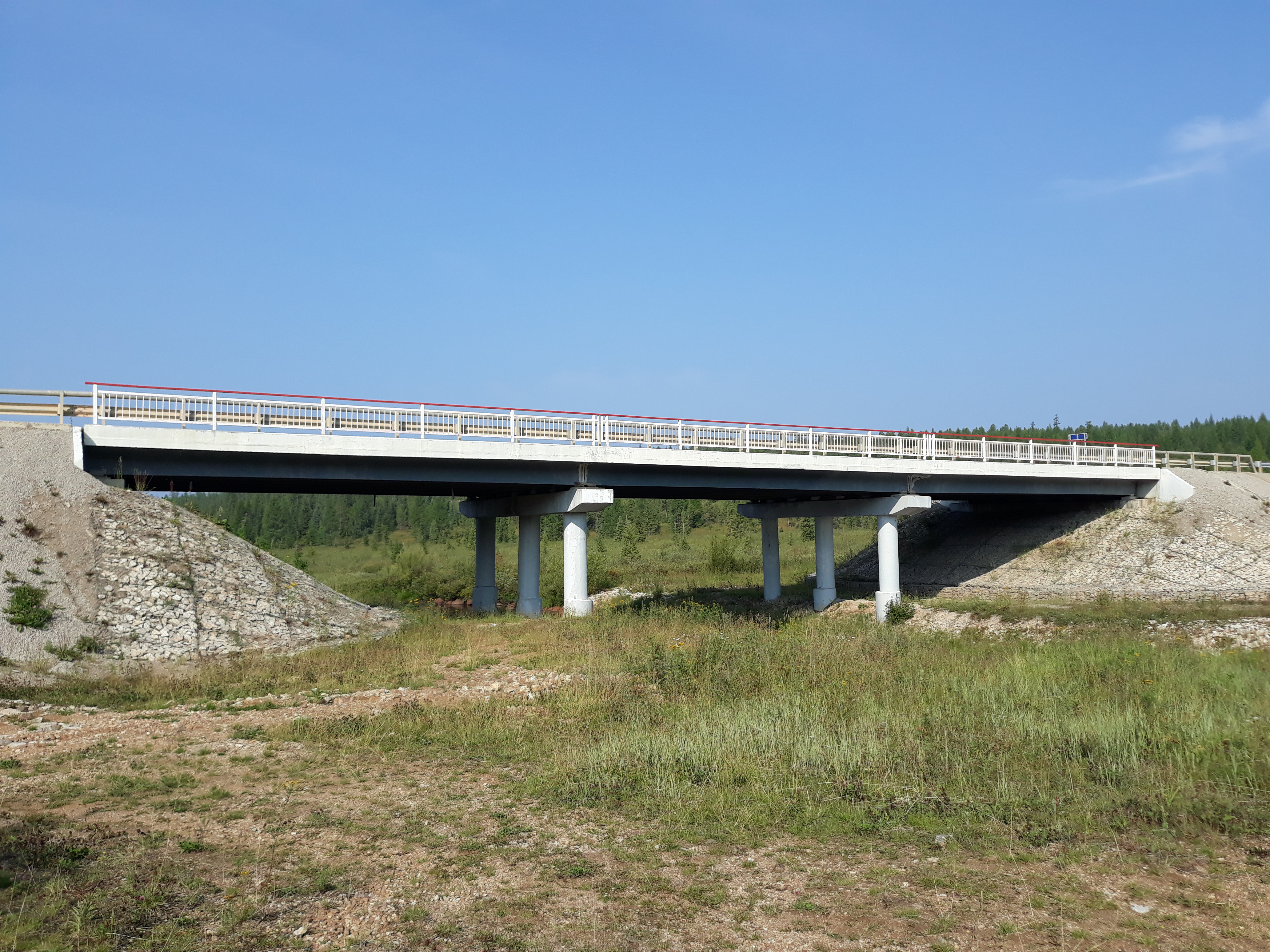

Берёт начало на Алданском нагорье на высоте около 1000 метров над уровнем моря. Течёт преимущественно в южном направлении по таёжной местности. Пересыхает в верховьях. В среднем течении берега заболочены. Впадает в Большой Нимныр справа в 111 км от его впадения в Алдан, у села Большой Нимныр, которое расположено немного выше по течению Большого Нимныра. В низовьях через реку перекинут автомобильный мост на трассе A360 Алдан — Тында. 

## Данные водного реестра
По данным государственного водного реестра России относится к Ленскому бассейновому округу, речной бассейн — Алдан, водохозяйственный участок — Алдан от устья до водомерного поста города Томмот.
Код объекта в государственном водном реестре — 18030600112117300002107.